# Jürgen Kupfer
Jürgen Kupfer (* 6. Juli 1938 in Dramburg) ist ein deutscher emeritierter Professor der Elektrotechnik.

## Leben
Von 1957 bis 1963 studierte er Starkstromanlagenbau an der TH Dresden und anschließend von 1963 bis 1965 Physiologie und Elektropathologie am Deutschen Zentralinstitut für Arbeitsmedizin der DDR und an der Humboldt-Universität zu Berlin. Nach der Promotion in Dresden am 25. Juli 1969 arbeitete der am Zentralinstitut für Arbeitsmedizin der DDR (ZAM). Ab 1974 war er Mitglied der SED. Nach der Promotion B  1982 an der mittlerweile umbenannten TU Dresden wurde er Stellvertretender Direktor des ZAM. Ab 1988 war er als Professor an der Akademie für Ärztliche Fortbildung, Lehrstuhl Technische Arbeitshygiene tätig. 1989 trat er aus der SED aus. Ab 1990 war er für ein Jahr Dozent als Lehrstuhlvertreter des Prof. Manfred Schweres an der TU Hannover und arbeitete beim Hauptverband der gewerblichen Berufsgenossenschaften, Berufsgenossenschaftliches Institut für Arbeitssicherheit (BIA; später IFA). Unter seiner Leitung wurde ein Körperhaltungsmesssystem entwickelt (CuElA-HTR)
Derzeit lebt er in Berlin.

## Schriften (Auswahl)
- mit Klaus Funke und Reinhard Erkens: Elektrischer Strom als Unfallursache. Verhütung, Wirkungen, Sofortmassnahmen, Behandlung, Begutachtung. Berlin 1987, ISBN 3-7303-0051-2.
- Anleitung zur Ersten Hilfe bei Unfällen durch elektrischen Strom. Berlin 1988, ISBN 3-7303-0370-8.
- mit Wilfried Coenen: Nutzung von DDR-Arbeitsdaten bei der Ermittlung des Sachverhalts im Versicherungsfall. Empfehlungen für die Träger der gesetzlichen Unfallversicherung. Sankt Augustin 1992, ISBN 3-88383-324-X.
- mit Herbert Kreibich und Ernst-Peter Kühn: Arbeitsmedizin im Osten Deutschlands. 1945–1990. Berlin 1999, ISBN 3-89626-267-X.
- mit Maaß, Helmut, Stolte-Batta, Renate und Trömer, Gerhard: Lebenswege in Ost und West: Trümmer, Mauerbau und Wiedervereinigung – ehemalige Pasewalker Schüler berichten. Pasewalk 2009, ISBN 3-938525-17-7.